# Sam Boehm
Samuel „Sam“ Boehm (* 4. März 1988 in Adelaide) ist ein australischer Volleyball- und ehemaliger Beachvolleyballspieler.

## Karriere Beachvolleyball
Boehm spielte seit 2003 mit verschiedenen Partnern auf Junioren-Weltmeisterschaften. Dabei wurde er dreimal Neunter bei U19-WMs und 2007 im italienischen Modena mit Cedric Legrand Neunter bei der U21-WM. Ab 2008 spielte Boehm mit Christopher McHugh. Auf der FIVB World Tour schieden McHugh/Boehm jeweils früh aus, während sie bei der U21-WM in Brighton auf den neunten Rang kamen. Im folgenden Jahr erzielten sie ihr bestes Ergebnis mit dem 17. Platz bei den Mysłowice Open.
Von 2010 bis 2012 war Isaac Kapa sein Partner. Bis auf einen siebten Platz bei den Den Haag Open erreichten Kapa/Boehm keine vorderen Ränge auf der World Tour. Bei der Weltmeisterschaft 2011 in Rom schieden die Australier trotz eines Sieges über die Brasilianer Thiago/Harley nach der Vorrunde aus. Ab 2013 spielte Boehm an der Seite von Cole Durant, vorwiegend auf nationalen und kontinentalen Turnieren. Bei FIVB Open Turnier 2014 im mexikanischen Puerto Vallarta gelang Boehm/Durant ein fünfter Platz. Danach beendete Boehm seine internationale Karriere im Beachvolleyball und wechselte in die Halle.

## Karriere Hallen-Volleyball
2014 stand Boehm für die australische Volleyballnationalmannschaft beim Asiencup auf dem Spielfeld und erreichte mit dem Team den siebten Rang. In der folgenden Saison spielte er bei Arbo Fusion Rotterdam. Danach wechselte der Diagonalangreifer innerhalb der niederländischen Liga zu Draisma Dynamo Apeldoorn. 2016/17 war er in der tschechischen Liga bei SK Volejbal Ústí nad Labem aktiv. 2017/18 spielte der Australier in Solingen beim deutschen Bundesligisten Bergische Volleys. Eine Spielzeit später war Boehm in Estland aktiv. Mit Saaremaa VK wurde er estnischer Pokalsieger, dritter in der Liga und baltischer Vizemeister. Nach einer Pause von drei Jahren griff er noch einmal in seinem Heimatland an und wurde sowohl 2023 als auch eine Saison später mit Adelaide Storm australischer Vizemeister.